# Telmatogeton alaskensis
Telmatogeton alaskensis är en tvåvingeart som beskrevs av Daniel William Coquillett 1900. Telmatogeton alaskensis ingår i släktet Telmatogeton och familjen fjädermyggor. Inga underarter finns listade i Catalogue of Life.